# دیسکورای بالدار
دیوسکورای بالدار – یام بنفش، ube نیز نامیده می‌شود (‎/ˈuːbɛ, -beɪ/‎)، یا یام بزرگتر، در میان بسیاری از نام‌های دیگر – گونه ای از یام (یک غده) است. غده‌ها معمولاً بنفش روشن هستند - بنفش تا اسطوخودوس روشن (از این رو نام رایج است)، اما رنگ برخی از کرم تا سفید ساده است. گاهی با تارو و سیب‌زمینی شیرین اوکیناوا beniimo (紅芋) (Ipomoea batatas cv. Ayamurasaki) اشتباه گرفته می‌شود، اما D. alata نیز در اوکیناوا رشد می‌کند. D. alata با منشأ آن در مناطق استوایی آسیا از زمان‌های قدیم برای انسان شناخته شده‌است.

## نام‌ها
از آنجایی که به دنبال خاستگاه خود در آسیا، به ویژه فیلیپین، از طریق مناطق گرمسیری آمریکای جنوبی و جنوب شرقی ایالات متحده، D. alata با نام‌های مختلف در این مناطق شناخته می‌شود. تنها در زبان انگلیسی، به غیر از یام بنفش، نام‌های رایج دیگر عبارتند از یام ده‌ماهه، یام آبی، یام سفید، یام بالدار، یام بنفش، پیکانی گویانا یا به سادگی یام.

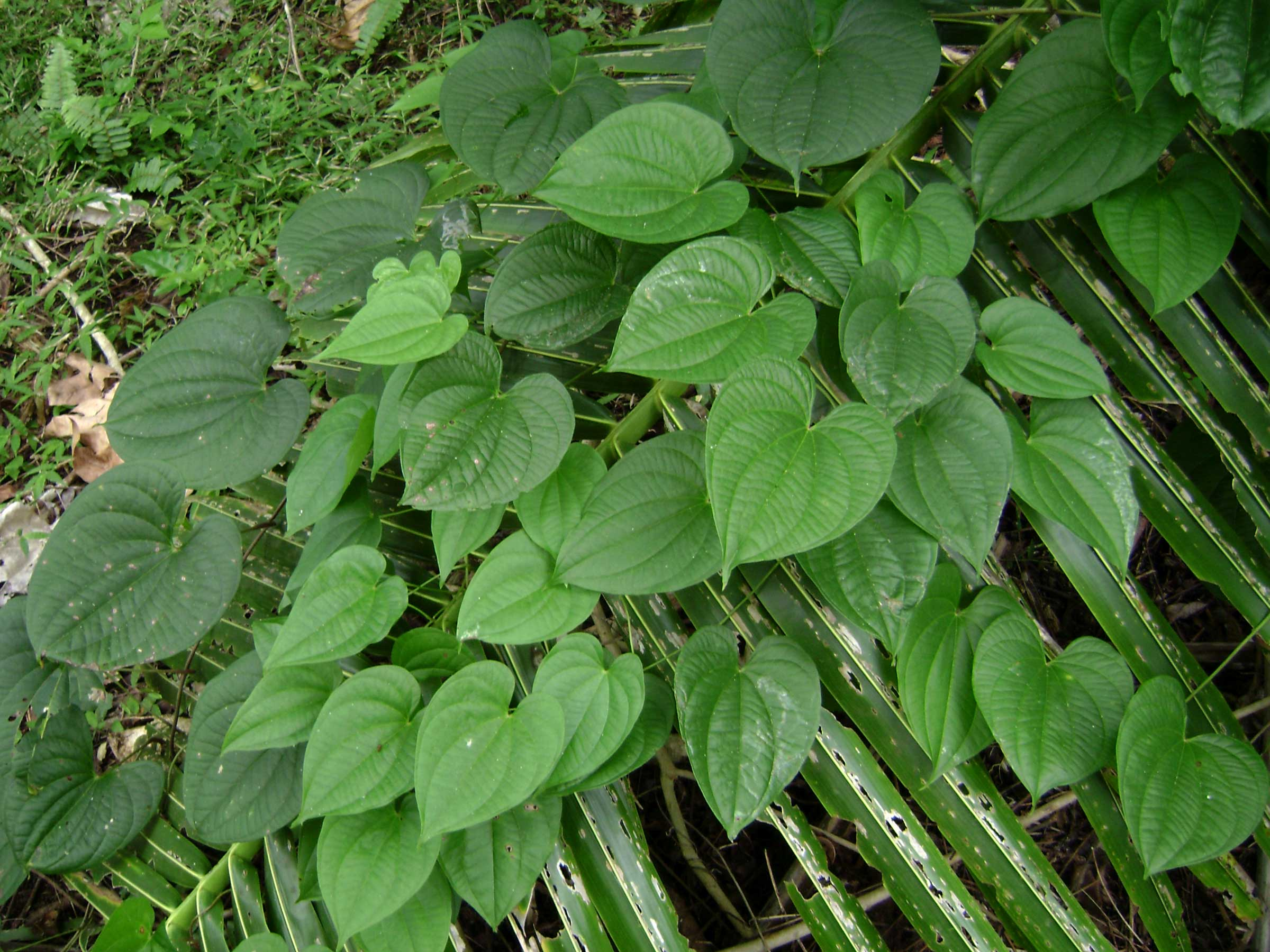
تاک یام بنفش در واوائو، تونگا

## تاریخچه کشت

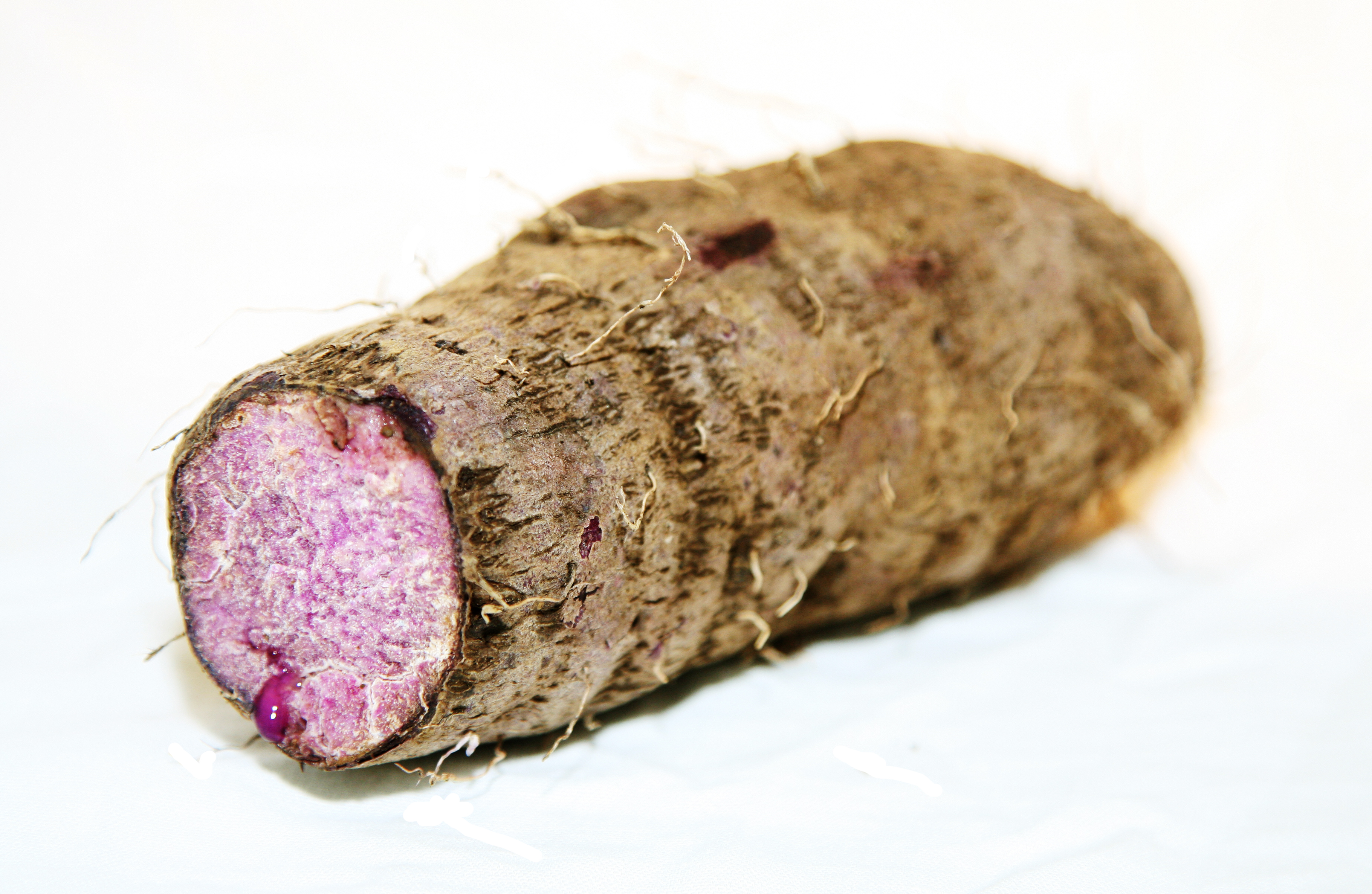
یام بنفش برش خورده از رئونیون

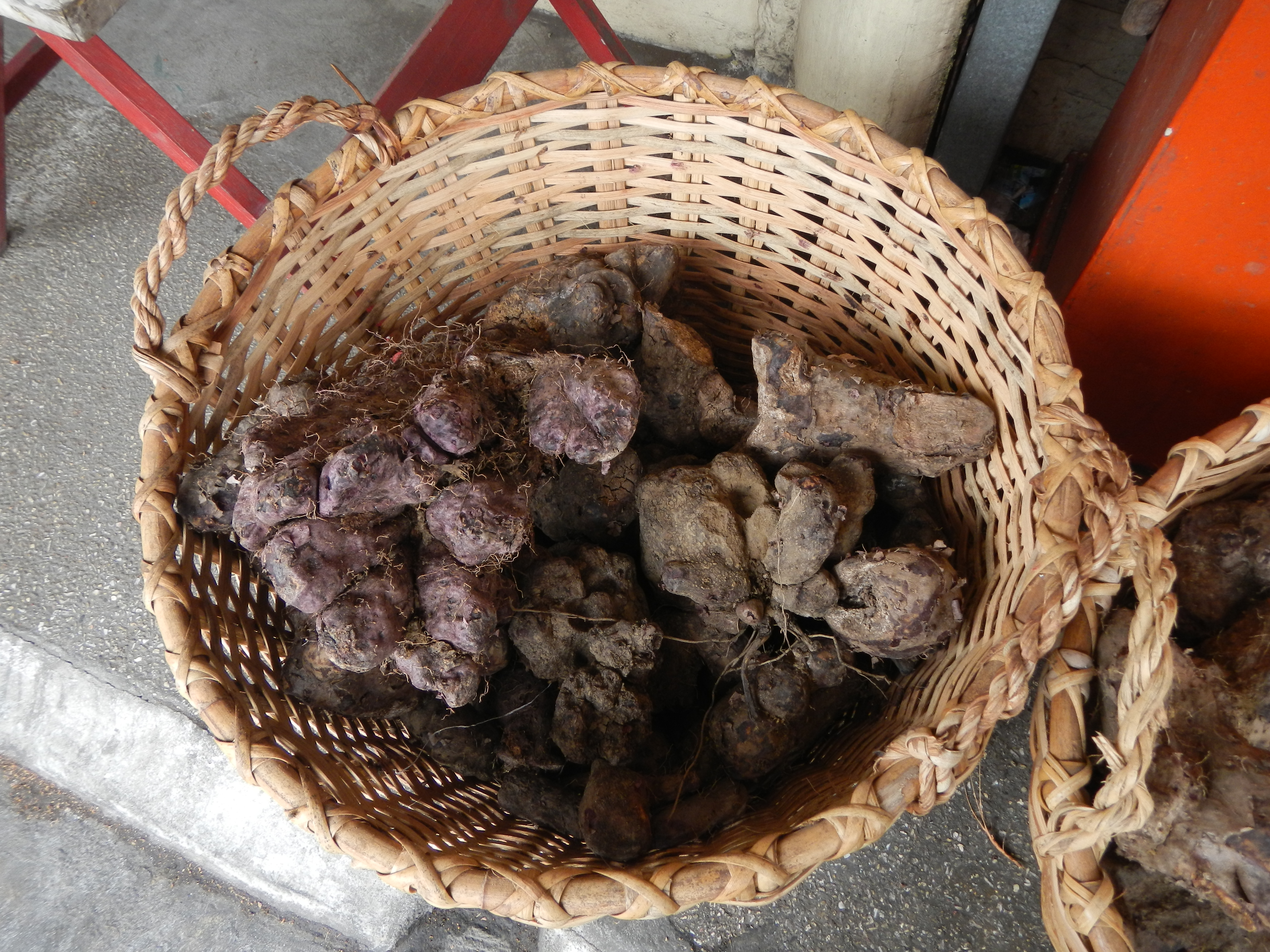
غده یام بنفش برداشت شده

دیوسکورای بالدار یکی از مهم‌ترین محصولات اصلی در فرهنگ‌های استرالیایی است. این یکی از گونه‌های مختلف سیب زمینی است که به‌طور مستقل در جزیره جنوب شرقی آسیا و گینه نو برای غده‌های نشاسته ای خود اهلی و پرورش داده شد، از جمله یام گرد (Dioscorea bulbifera), ubi gadong (Dioscorea hispida)، یام کوچک (Dioscorea esculenta)، اقیانوس آرام. یام (Dioscorea nummularia)، یام پنج برگ (Dioscorea pentaphylla) و یام مدادی (Dioscorea transversa). در این میان، D. alata و D. esculenta تنها مواردی بودند که به‌طور منظم کشت و خورده می‌شدند، در حالی که بقیه معمولاً به‌عنوان غذای قحطی در نظر گرفته می‌شدند زیرا سطح سم دیوسکورین بالاتری داشتند که مستلزم تهیه صحیح آن‌ها قبل از مصرف است. D. alata نیز بیشتر از D. esculenta کشت می‌شود، عمدتاً به دلیل غده‌های بسیار بزرگتر آن.
D. alata و D. esculenta برای حمل و نقل طولانی در کشتی‌های آسترونزی مناسب‌ترین آنها بودند و در تمام یا بیشتر محدوده گسترش آسترونزی حمل شدند. D. alata به‌طور خاص به جزایر اقیانوس آرام و نیوزیلند معرفی شدند. آنها همچنین توسط مسافران آسترونزی به ماداگاسکار و کومور منتقل شدند.

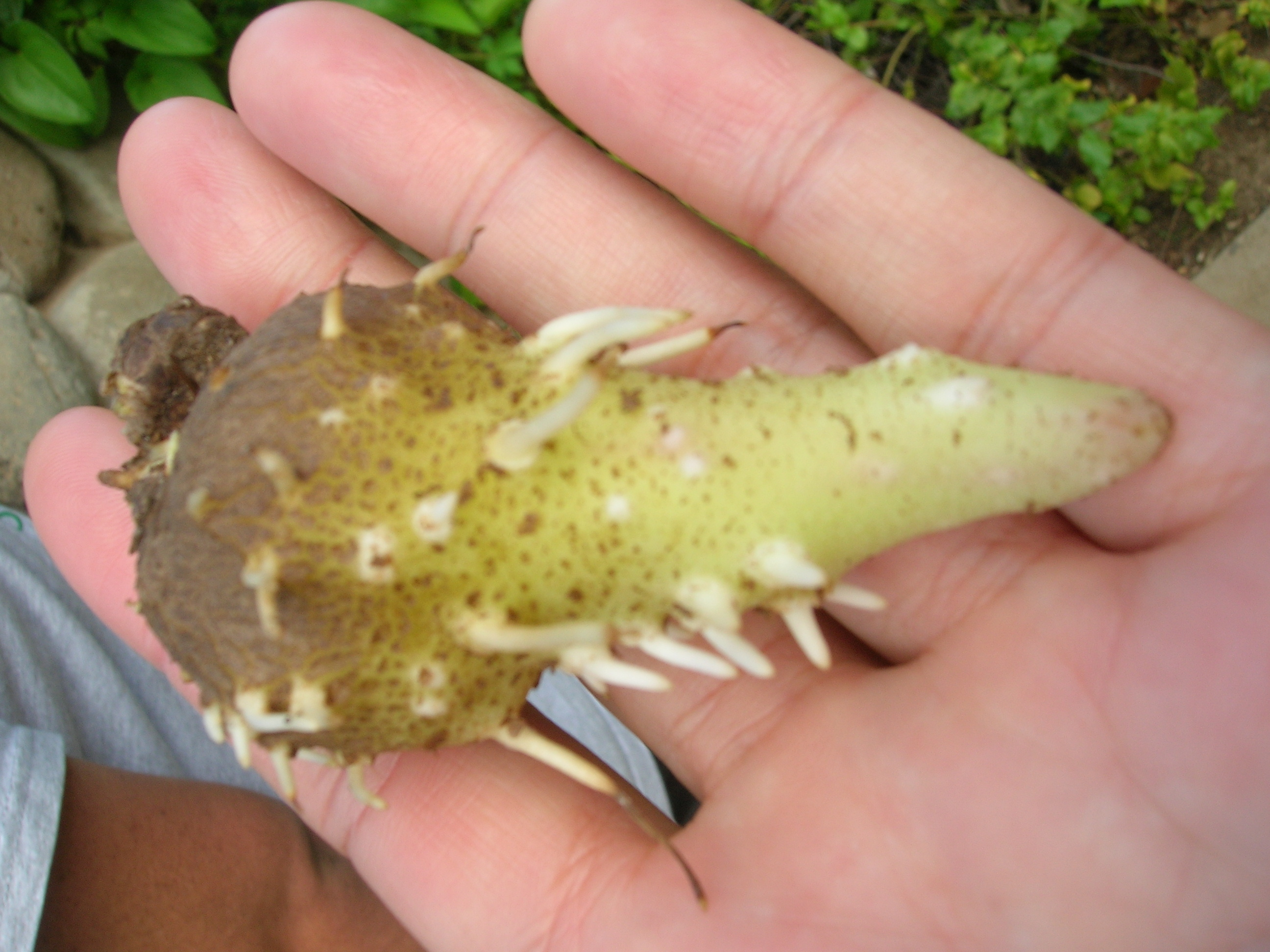
غده هوایی از گونه سفید رنگ D. آلاتا از مائوئی، هاوایی

مرکز منشأ یام بنفش در فیلیپین است، اما شواهد باستان‌شناسی نشان می‌دهد که قبل از گسترش استرونزی در جزیره جنوب شرقی آسیا و گینه نو مورد بهره‌برداری قرار گرفته‌است. عقیده بر این است که یام ارغوانی یک کشت‌زای واقعی است که فقط از شکل‌های کشت‌شده آن شناخته می‌شود. اکثریت قریب به اتفاق ارقام عقیم هستند، که ورود آن را به جزایر صرفاً توسط عامل انسانی محدود می‌کند و آنها را به شاخص خوبی از حرکت انسان تبدیل می‌کند. برخی از نویسندگان، بدون شواهد، منشأ آن را در سرزمین اصلی آسیای جنوب شرقی پیشنهاد کرده‌اند، اما بیشترین تنوع فنوتیپی را در فیلیپین و گینه نو نشان می‌دهد.